# Калдесак (Айдахо)
Калдесак (англ. Culdesac) — місто в окрузі Нез-Перс, штат Айдахо, США. Згідно з переписом 2010 року населення становило 380 осіб, що на 2 особи більше, ніж 2000 року.

## Географія
Калдесак розташований за координатами 46°22′31″ пн. ш. 116°40′12″ зх. д. / 46.37528° пн. ш. 116.67000° зх. д. (46.375264, -116.669901).  За даними Бюро перепису населення США в 2010 році місто мало площу 0,59 км², уся площа — суходіл.

## Демографія

### Перепис 2010 року
За даними перепису 2010 року, у місті проживало 380 осіб у 156 домогосподарствах у складі 106 родин. Густота населення становила 637,9 ос./км². Було 176 помешкань, середня густота яких становила 295,4/км². Расовий склад міста: 83,4% білих, 15,8% індіанців, 0,3% інших рас, а також 0,5% людей, які зараховують себе до двох або більше рас. Іспанці та латиноамериканці незалежно від раси становили 5,3% населення.
Із 156 домогосподарств 32,7% мали дітей віком до 18 років, які жили з батьками; 43,6% були подружжями, які жили разом; 14,7% мали господиню без чоловіка; 9,6% мали господаря без дружини і 32,1% не були родинами. 25,0% домогосподарств складалися з однієї особи, у тому числі 11,5% віком 65 і більше років. У середньому на домогосподарство припадало 2,44 мешканця, а середній розмір родини становив 2,85 особи.
Середній вік жителів міста становив 41 рік. Із них 22,9% були віком до 18 років; 8,2% — від 18 до 24; 23,2% від 25 до 44; 30% від 45 до 64 і 15,8% — 65 років або старші. Статевий склад населення: 50,0% — чоловіки і 50,0% — жінки.
Середній дохід на одне домашнє господарство  становив 40 854 долари США (медіана — 28 000), а середній дохід на одну сім'ю — 45 981 долар (медіана — 40 250). Медіана доходів становила 38 750 доларів для чоловіків та 23 214 долари для жінок. За межею бідності перебувало 32,1 % осіб, у тому числі 38,8 % дітей у віці до 18 років та 18,0 % осіб у віці 65 років та старших.
Цивільне працевлаштоване населення становило 114 особи. Основні галузі зайнятості: освіта, охорона здоров'я та соціальна допомога — 21,9 %, виробництво — 16,7 %, мистецтво, розваги та відпочинок — 9,6 %, будівництво — 9,6 %.

### Перепис 2000 року
За даними перепису 2000 року, у місті проживало 378 осіб у 152 домогосподарствах у складі 107 родин. Густота населення становила 608,1 ос./км². Було 171 помешкання, середня густота яких становила 275,1 ос./км². Расовий склад міста: 94,44% білих, 0,53% афроамериканців, 2,65% індіанців, 0,26% тихоокеанських остров'ян, 0,26% інших рас і 1,85% людей, які зараховують себе до двох або більше рас. Іспанці та латиноамериканці незалежно від раси становили 1,59% населення.
Із 152 домогосподарств 34,2% мали дітей віком до 18 років, які жили з батьками; 53,3% були подружжями, які жили разом; 9,9% мали господиню без чоловіка, і 29,6% не були родинами. 25,7% домогосподарств складалися з однієї особи, у тому числі 10,5% віком 65 і більше років. У середньому на домогосподарство припадало 2,49 мешканця, а середній розмір родини становив 2,98 особи.
Віковий склад населення: 28,3% віком до 18 років, 5,8% від 18 до 24, 26,7% від 25 до 44, 26,2% від 45 до 64 і 13,0% від 65 років і старші. Середній вік жителів — 37 років. Статевий склад населення: 50,0 % — чоловіки і 50,0 % — жінки.
Середній дохід домогосподарств у місті становив $25 750, родин — $31 364. Середній дохід чоловіків становив $27 500 проти $22 083 у жінок. Дохід на душу населення в місті був $11 888. Приблизно 14,4% родин і 16,4% населення перебували за межею бідності, включаючи 13,0% віком до 18 років і жодного від 65 і старших.